# Hemza Mihoubi
Hemza Mihoubi (Oran, 13 januari 1986) is een Algerijns-Frans voetballer, die uitkomt voor AC Bellinzona. Mihoubi is een verdediger. Zijn carrière begon bij FC Metz, waar hij na twee seizoenen vertrok. Hij waagde de overstap naar de Serie A, bij US Lecce. In de terugronde van seizoen 2006-2007 werd hij door deze club uitgeleend aan Sporting Charleroi. Hij speelde er in totaal 8 competitiematchen. In 2009 vertrok hij bij Lecce omdat hij er te weinig speelgelegenheid kreeg. Hij tekende bij het Zwitserse AC Bellinzona.

## Carrière
- 2004-2006 : FC Metz
- 2006-2009 : US Lecce
  - 01/2007-07/2007: R. Charleroi SC
- 2009-... : AC Bellinzona